# آرامگاه امامزاده عبدالله
بقعه امامزاده عبدالله مربوط به سدهٔ ۹ ه.ق است و در شهرستان نکا، بخش مرکزی، روستای اطراب واقع شده است. این اثر در تاریخ ۲۷ مرداد ۱۳۶۴ با شمارهٔ ثبت ۱۶۶۹، به‌عنوان یکی از آثار ملی ایران به ثبت رسیده است.